# Manual simple de sabotatge de camp
El manual simple de sabotatge de camp (anglès: Simple Sabotage Field Manual) és un manual de sabotatge creat per l'⁣Oficina de Serveis Estratègics (anglès: Office of Strategic Services, OSS)), publicat l'any 1944, al final de la Segona Guerra Mundial, i des de llavors desclassificat, recopilant tècniques per entorpir l'enemic des de dins. També l'utilitza la Central Intelligence Agency (anglès: Central Intelligence Agency, CIA, organisme que inclou els oficials de l'OSS), el servei d'intel·ligència dels Estats Units. Aquesta és una guia senzilla per practicar la subversió en qualsevol organització.

## Contingut

### Sabotatge d'equip
Entre les tècniques que ensenya el manual, podem citar en les tècniques de sabotatge dels equips, properes al que diu Charlie Munger, «Sovint és més fàcil resoldre un problema després del fet que abans».
- Soscavar la moral oferint ascensos al personal incompetent.
- Animar la gent a seguir sempre els canals de presa de decisions, mai evitar-los per accelerar les decisions.
- Parlar amb freqüència i durant molt de temps, il·lustrant els diferents punts amb anècdotes o experiències personals, i destacar, el més sovint possible, problemes sense conseqüències.
- Juga amb les paraules precises de totes les comunicacions, actes i resolucions.
- Envieu-ho tot a les comissions per a un estudi en profunditat amb les comissions més nombroses possibles, i intenteu tornar a examinar cada vegada les decisions preses en reunions anteriors.
- Consulta constantment el permís del grup on et trobes per dur a terme l'acció per a la qual va ser dissenyat. Això podria estar en conflicte amb un superior?
- Advocar per la precaució i animar tothom a ser raonable, per tal d'evitar emergències que posteriorment puguin causar problemes.
- Fomentar el "terror de l'error", soscavant l'autoritat, la valentia o els responsables, qüestionant la veracitat del que estan fent, encara que sigui molt clar.

### Sabotatge d'existències
Entre les tècniques per a accions de saboteig:
- No reparar els motors a temps.
- Col·locar les eines al lloc equivocat, dificultant-ne la recerca, oblidant-les o fent que es trenquin amb més freqüència.
- Per als conductors d'autobús, perdre sense voler una parada on podria estar o hauria de baixar un agent.
- Els operadors de trens poden donar als passatgers bitllets equivocats, per tal que arribin a la destinació equivocada, o donar dos bitllets per al mateix seient, per tal de provocar retards.
- Els conserges poden mantenir l'entorn de treball desordenat, deixant articles bruts o posant arròs al sistema de refrigeració d'aigua.
- Els que no tenen feina també poden participar, donant les indicacions equivocades quan se li demana, canviant els senyals de direcció per apuntar en la direcció equivocada o fent veure que no parla l'idioma que està utilitzant la persona.